# Inzulinové pero

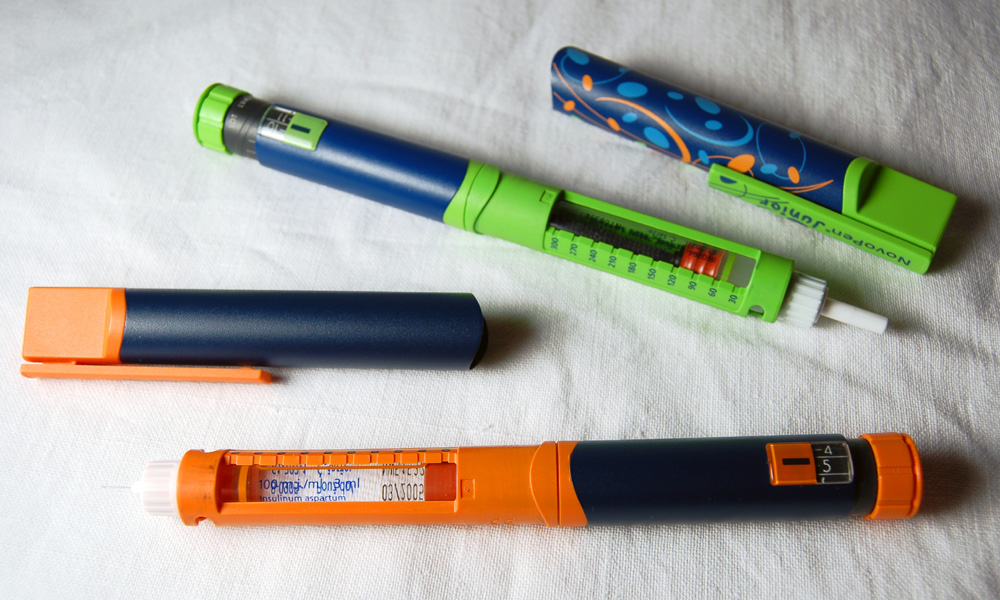
Inzulinová pera NovoPen 3 Demi připravena k použití - červené obsahuje „rychlý“ inzulin a zelené „noční“ inzulin

Inzulinové pero (někdy psáno jako inzulínové pero) je pomůcka pro podkožní aplikaci inzulinu. Inzulinové pero má většina diabetiků léčených inzulinem. Do inzulinových per se vkládají cartridge (v překladu „náboje“), což jsou skleněné nádobky s inzulinem o objemu 3 ml, které obsahují inzulin o koncentraci 100 IU/ml.

## Aplikace inzulinu

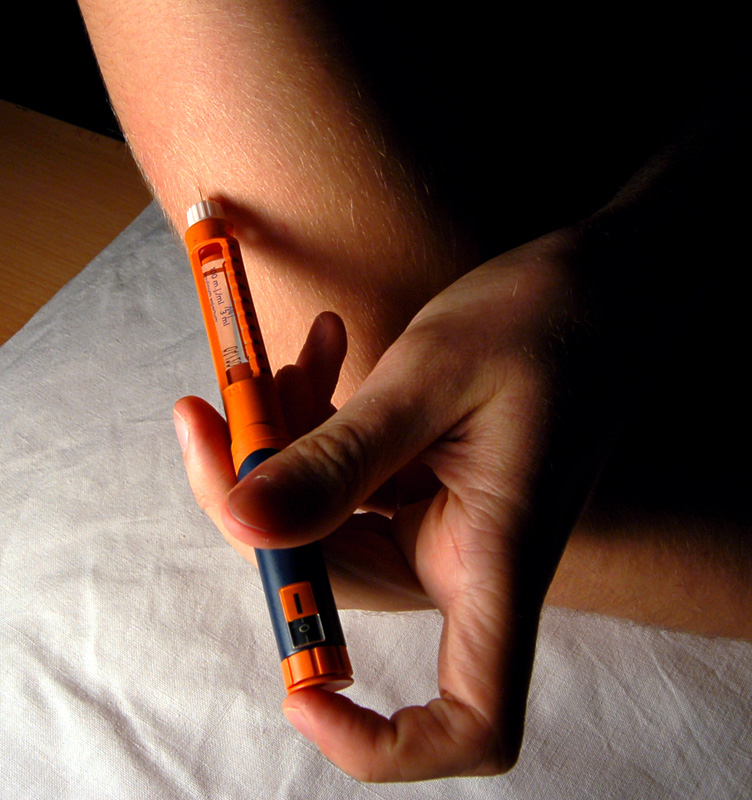
Aplikace „rychlého“ inzulinu do paže

Při používání inzulinových per se doporučuje střídat místa vpichu (břicho, paže, stehna, hýždě). Při vícenásobné aplikaci inzulinu do jednoho místa dochází k vytvoření bouliček na kůži, ze kterých se inzulin velmi špatně vstřebává. Před subkutánní (podkožní) aplikaci není třeba pokožku dezinfikovat (za předpokladu, že diabetik dodržuje základní hygienická pravidla).
Postup:
1. zkontrolování funkčnosti inz. pera (např. vyměnit ztupenou jehlu)
2. nastavení pera podle požadované dávky aplikovaného inzulinu
3. vpíchnutí jehly do podkoží
4. zmáčknutí pístu inzulinového pera
5. čekání asi 5-10 sekund z důvodu, aby inzulin rankou z podkoží nevytekl
6. vytáhnout jehlu z podkoží

## Léčba diabetu
Nejběžnější léčba inzulinovými pery je založena na pokrytí bazální dávky „dlouhým“ inzulinem (je aplikován jednou denně před spaním) a aplikací „rychlého“ inzulinu před každým jídlem (je aplikován před snídaní, před obědem a před večeří). Svačiny jsou kryté dávkou inzulinu aplikovanou na hlavní jídlo, po kterém následuje svačina („rychlý“ inzulin má dobu účinku kolem 6 hodin). Pokud tato léčba nevyhovuje, je možno přistoupit na dražší variantu, kterou je léčba inzulinovými analogy. „Dlouhý“ analog se aplikuji jednou denně a pokryje bazální dávku. „Rychlý“ analog, kvůli velmi krátké době účinku, je třeba aplikovat před každým jídlem (tzn. při třech hlavních jídlech a třech svačinách to je 6 aplikací denně). Výhodou aplikací inzulinu pery je nízká pořizovací cena a technická nenáročnost aplikace pro uživatele. Nevýhodou této léčby je nutnost striktně dodržovat denní režim, tj. dobu vstávání, čas aplikací inzulinu a jídla. Při nedodržení těchto zásad je, především u nezkušených diabetiků, velmi malá pravděpodobnost udržení normoglykemie, protože působení inzulinů se začne překrývat a potom nelze racionálně odhadnout výslednou glykemii.

## Úhrada a cena v ČR
Diabetik závislý na inzulinu má nárok na max. 1 ks za 3 roky, nejvýše do 1500 Kč.